# Общественный комитет защиты архитектуры Киева
Комитет защиты архитектуры Киева — общественная организация по содействию защиты архитектурного наследия Киева. Учреждён в августе 2002 года. При учреждении организации в неё входили более 140 человек (архитекторов, градостроителей, искусствоведов, художников и представителей общественных организаций). Соучредители Михаил Дегтярёв и Николай Жариков.

## Описание организации
- Председатели: Народный архитектор Украины, главный архитектор Киева (1986—1992 гг.) Николай Жариков[2][3].
- Заседания организации проходят в Доме архитектора в Киеве[1].

## Деятельность комитета
- Выставка «Геноцид архитектуры Киева» в Киевском Доме архитекторов[4].
- 30 июня 2006 года в 12.00 — Пикетирование против строительства торгово-офисного центра на перекрестке улиц Пушкинская и Б.Хмельницкого в г. Киеве[5].